# 華信航空
華信航空（英語：Mandarin Airlines；IATA代碼：AE, ICAO代碼：MDA, 呼号：Mandarin）是一間中華民國的航空公司，為中華航空旗下子公司之一。現主要經營國內、兩岸與區域性航線，主要轉運樞紐為臺北松山機場，總部位於臺北市松山區，重點機場則是臺中國際機場、桃園國際機場與高雄國際機場。原以經營與中華民國政治關係較特殊國家的長程國際航線為主，1999年與國華航空合併後，接收國華航空與中華航空的國內航線，並將長程國際航線轉予中華航空經營。
華信航空機隊和母公司華航機隊均可自由互相調度，因此華信航空在部分的高載客率航線是採用華航的波音737-800、空中巴士A330-300、空中巴士A350-900、波音777-300，以及向台灣虎航租用空中巴士A320在旅遊旺季及年節連續假期飛航離島及其他國內航線。華信航空也經營臺中國際機場、臺北松山國際機場、高雄國際機場、金門機場、澎湖機場、臺東機場、花蓮機場及馬祖南竿機場的地勤代理、航空貨運、空中廚房、飛機維修、機內免稅品販售等周邊事業。

## 歷史

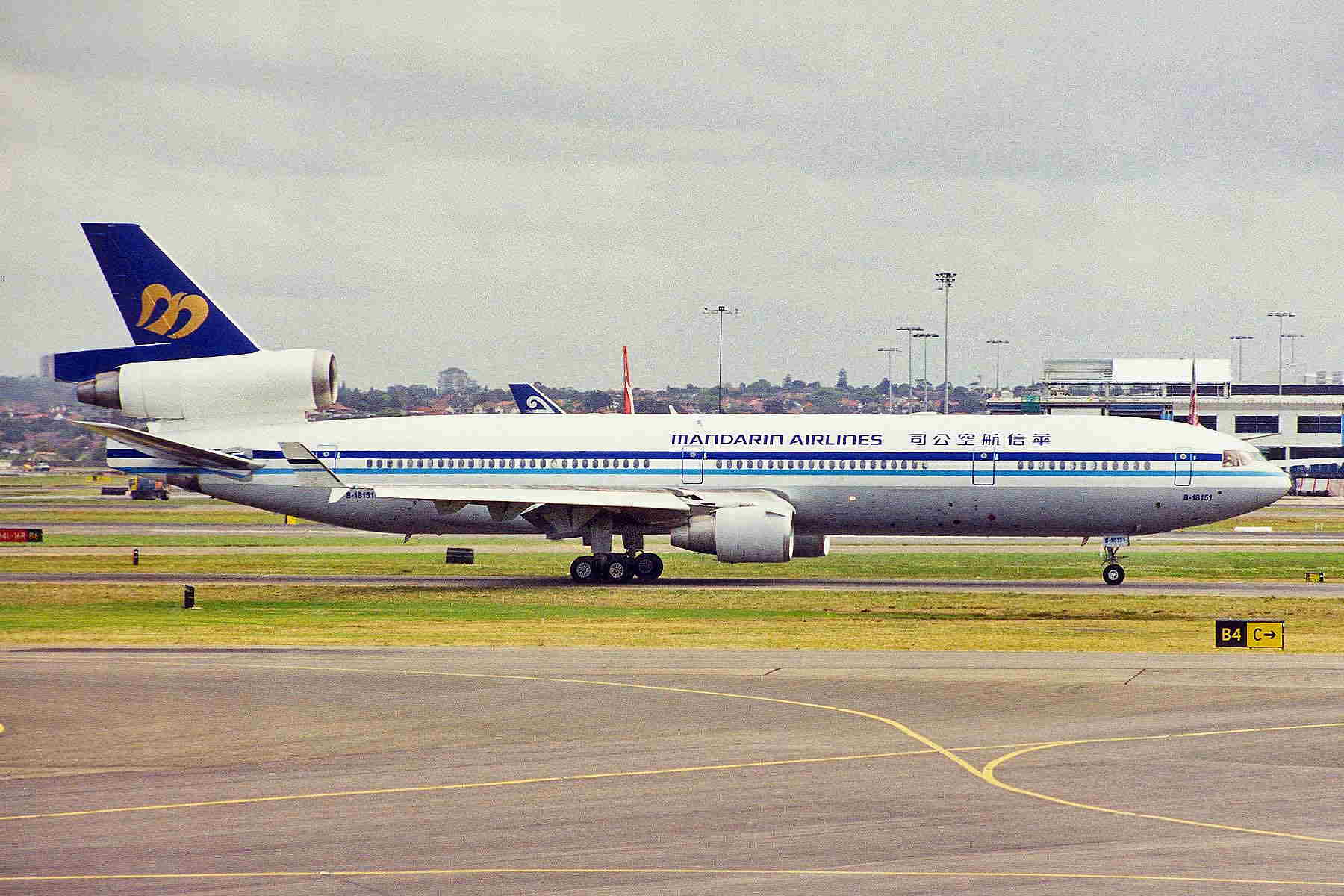
華信航空MD-11型客機於雪梨機場

華信航空的成立，與中華民國在國際社會的空間及地位有部分關係。1990年代屬中華民國政府國有企業的中華航空在拓展加拿大航線不甚順利，因飛機塗裝中華民國國旗而遭中華人民共和國政府阻撓。中華航空與和信集團於1991年6月1日合資組成華信航空，「華信」之名稱便是由這兩間公司的名字命名。華信航空成立之後，即經營多條國際長程航線：包括臺北往來加拿大溫哥華、澳洲雪梨及布里斯本。和信集團於1992年10月31日撤資，華信航空成為中華航空全額投資子公司。隨著中華航空於1995年變更飛機塗裝為梅花塗裝而在國際航線經營不再受到阻擾後，華信航空也逐漸交出長程航線並接手華航的區域航線及國內航線，自此開始轉型為經營區域性短程國際航線及台灣本島、離島航線為主的航空公司，並拓展其飛航服務至東南亞、關島等地區。1999年，中華航空重組子公司，華信航空和主要經營離島航線的國華航空8月8日合併。
華信航空在2002年6月29日的臺港航權談判中，獲得經營台灣高雄往來香港航班的權利，成為繼中華航空及長榮航空後第三家經營台港航線的台灣航空公司。2003年兩岸直航台商包機開始後，華信航空每年皆執行春節包機。2007年初，因受到台灣高速鐵路衝擊，在多次申請要求下，交通部民用航空局同意華信航空從5月起停飛台北－台中航線，從全盛時期的每日7－9班縮至每週一班，為最後一家停飛的航空公司。
2007年5月31日，華信航空舉行了16週年的慶祝儀式，並宣佈全面換新制服及新塗裝，同時為新引進的Embraer-190AR型客機宣傳。高階主管數次對媒體表示，未來將定位以台中為中心的區域性航空公司。
2010年12月6日，華信航空與南投縣政府合作，工同推出『日月潭彩繪機』（E190，B-16829），扮演南投縣觀光宣傳大使。華信日月潭彩繪機啟航 （页面存档备份，存于）
2012年8月31日，華信航空停飛台北─高雄航線，從全盛時期的每日18－19班縮至每週三班，也是最後一家飛航此一航線之航空公司。
2015年6月1日，華信航空成功加入國際航空運輸協會(IATA)，成為正式會員。
2016年5月31日，華信航空宣佈為體貼搭乘台東-台北晚班機的經濟艙旅客，和台東知本老爺飯店合作，6月1日起在AE394台東飛往台北的航班上，提供由知本老爺酒店主廚特製的三明治。這也是華信航空首次在國內線經濟艙推出免費輕食作為乘客的宵夜餐點，後來開始在所有國內航線推出。
2016年9月14日與9月18日(中秋連假)，華信航空首次跟中華航空租賃737-800支援國內航線(台北/台中-馬公)。但因莫蘭蒂颱風襲捲臺灣，原定首航日當天所有國內線航班全數取消。而9月18日則依原計畫派遣中華航空737-800(B-18656)繼續值勤澎湖航線，這也是中華航空退出國內線多年後，再次重返。
2016年12月4日，由於復興航空於2016年11月22日解散，華信航空臨危授命接下台北－花蓮及台中－花蓮兩條原來由復興航空獨飛的航線，以力求航班不中斷，華信航空將以定期包機模式飛航至航權分配結果出爐為止。
2017年2月16日，新航權分配結果出爐，華信航空獲得台中－花蓮航線航權，台北－花蓮航線則由立榮航空接手。
2017年4月26日，首航松山-武漢，為國內各航空公司自原復興航空兩岸航權重新分配後，獲民航機關核准取得時間帶營運的第一條新增航線。
2018年1月11日，ATR新機隊正式成立，同時松山機務棚廠正式啟用，這個機務棚廠原本是興航使用，興航2016年11月無預警停飛並結束營業，華信取得機棚使用權。

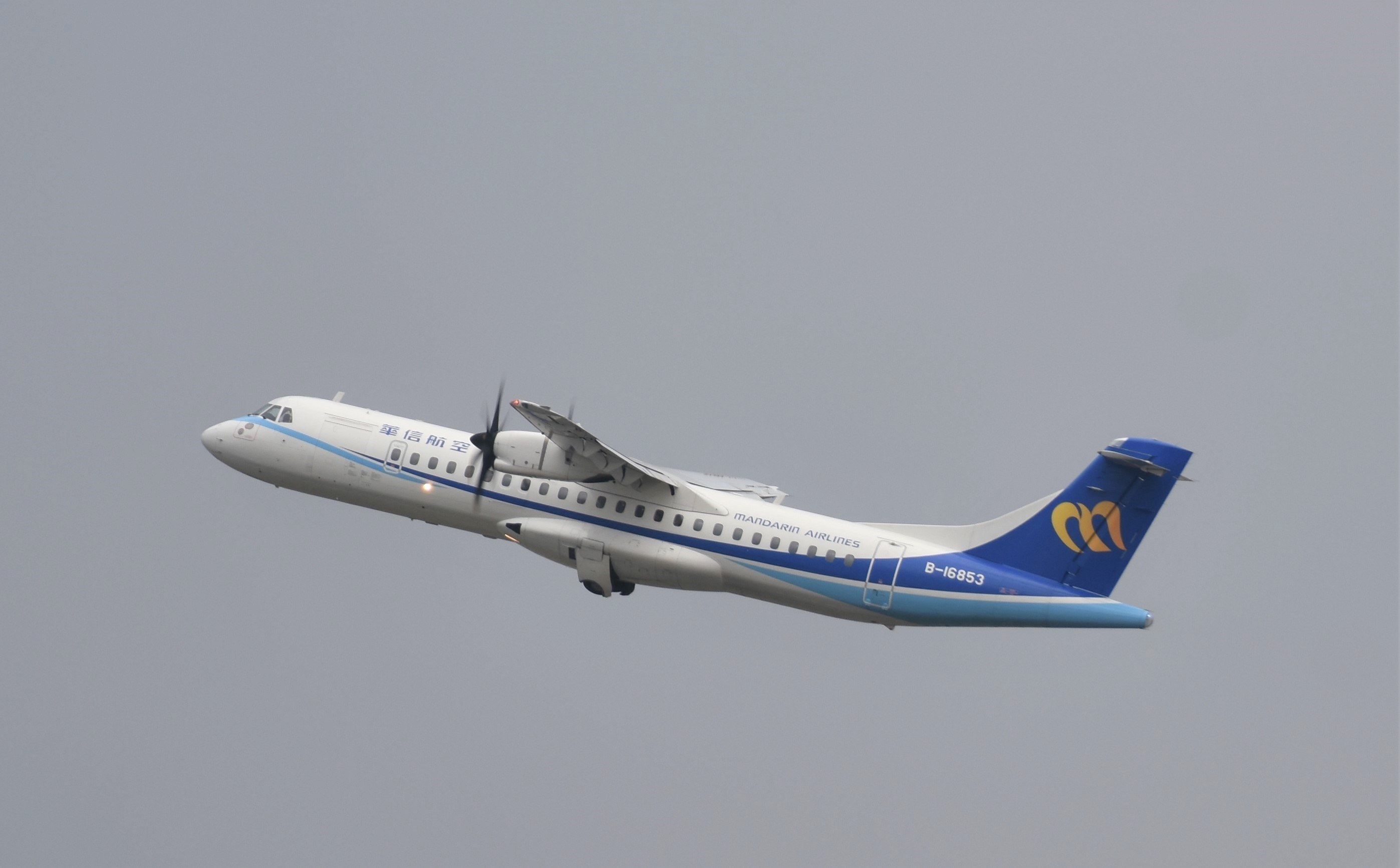
華信航空的ATR72-600型客機於高雄國際機場起飛

2018年5月23日，與台中市政府合作推出「花現台中」彩繪機-花博機艙服務。

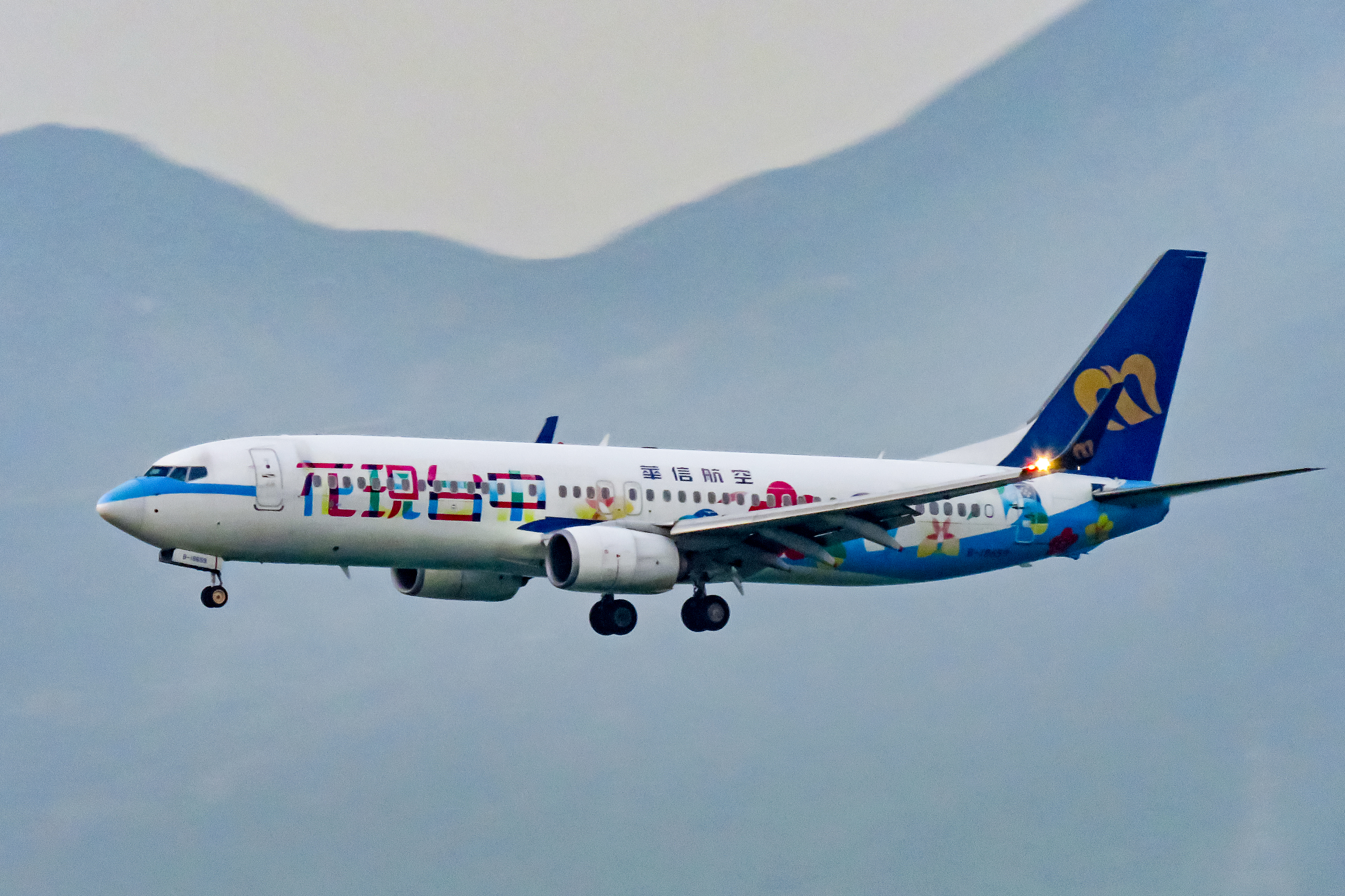
華信航空波音737-8SH即將降落於香港國際機場，為「花現台中」彩繪機，2019年歸還華航

2018年6月14日，開航台中-東京成田機場航線，每日一班。
2020年7月5日由於臺灣嚴重特殊傳染性肺炎疫情趨緩，離島旅遊熱度大爆發，看好暑假旺季離島旅遊的市場需求，華信航空向同屬華航集團的台灣虎航租A320空中巴士客機，當日起開始執行華信航空班號部分由松山飛往澎湖及金門航班，每天共11班次往返松山馬公，往返松山金門則有1班次。
2020年11月起，華信航空再度增加向華航租波音737-800派飛金門航線，往逢假期疏運高峰期，華信航空也會臨時向母公司租借波音737-800來疏運大量返鄉人潮，但採用波音737-800來飛離島定期航班可謂是第一遭。
2021年6月29日華信航空於召開董事會，會中推選李榮輝先生出任華信航空總經理。 7月1日上午舉辦總經理交接儀式，由華信航空董事長高星潢監交。李總經理在華航服務29年，從基層一線單位到管理階層，資歷完備具CAA  B1.1/B2及FAA  A/P檢定證及豐富專業經驗。
2021年12月31日，E190（B-16827）於完成AE372（澎湖機場→台北松山機場）後，華信航空旗下所有E190即停止載客任務，在2023年2月7日將最後一架E190塗成「小白機」後飛離臺灣。
2023年3月26日，華信航空3月26日台北-馬祖南竿首航，初期每日往返一班。去程班機上午10:30由松山機場起飛、11:30抵達馬祖南竿機場。回程南竿-台北班機於中午12:20由南竿機場起飛，13:15抵達松山機場。

## 標誌
華信在機尾的標誌是以原產於黑龍江的金白色猛禽「海東青」為構想來源，此巨鷹曾在清朝由耶穌會傳教士郎世寧為乾隆皇所繪的圖畫上出現。金色、昂首、向前挺進之巨鷹，乃華信航空於成立之時即認定之企業標誌。此巨鷹名為「海東青」為產於黑龍江下游的一種猛禽。清朝乾隆年間，來自義大利的郎世寧曾為乾隆皇極為鍾愛的白色海東青畫下靈秀的畫像，乾隆皇更在畫上親筆寫下「白海青歌」四字。華信航空成立之初選定海東青為企業標誌，除以「鷹揚萬里」自許，更以「昂首堅忍」為企業面對各種情境時的信念。2002年2月華信航空自波音公司引進3架波音737-800時，波音公司請藝術家以郎世寧所繪之海東青為藍本雕琢一座水晶玻璃海東青，做為華信航空啟用新機紀念品；該座水晶玻璃海東青已成為華信航空最珍貴的公司收藏品。

## 服務

### 機內服務

#### 國內線
國內航線只提供經濟艙服務。部分由中華航空737-800飛航之航班有8個商務艙座位，但該座位不接受事先預訂，僅提供給中華航空高卡客現場詢問登記或該班機訂位客滿時看情況釋出，另外這8個商務艙座位一樣只提供一般經濟艙之服務。
經濟艙有免費提供綠茶、紅茶、烏龍茶、柳橙汁、蘋果汁及礦泉水等飲品(依該班機機上備品為主)，部分台北－台東往返航班機會提供小點心。華信台東飛台北 12/20起獨家供「法式旅行蛋糕」 （页面存档备份，存于）。
除了基本的餐飲服務外，還有國內航線機上唯一的免稅品售賣服務。但在載客量較少或是航程較短的航班不會有專門售賣時間，乘客僅能使用呼叫鈕通知空服員；僅在航程較長，且載客量較多的航班才有空服員真人展示免稅商品及同步售賣的服務。

#### 國際線
國際線部分航班擁有商務艙服務。在沒有商務艙的E-190AR客機上也提供商務經濟座的服務，位於前方兩排座位處，雖與經濟艙使用相同座椅，但所有服務流程均採用商務艙規格執行。
國際線的所有航班均比照母公司華航服務標準提供服務，也都有提供全套機內餐點，餐點內容則依艙等和路線有所不同，也有部分航班直接採用母公司華航的飛機與組員派遣。與其他國際航空相同提供防止過敏餐點、嬰兒餐、兒童餐、印度素食餐、素食餐、印度教餐、伊斯蘭教餐、猶太教餐、低鹽餐、低脂肪餐、低卡洛里餐等特殊餐點。這些餐點需要提前預約。
國際線的所有航班均比照母公司華航服務標準提供服務，因此也有免稅品售賣服務。但在航程較短的航班不會有專門售賣時間，乘客僅能使用呼叫鈕通知空服員；僅在航程較長的航班才有空服員真人展示免稅商品及同步售賣的服務。

### 機場貴賓室

#### 國內線貴賓室
華信航空國內航線已經不提供貴賓室之服務。

#### 國際線貴賓室
華信航空的旗艦貴賓室位於台灣台中清泉崗機場，備有獨立的休息室，而其他國際航點的貴賓室會利用母公司華航的貴賓室。華信航空機場貴賓室服務通常提供飲料、商務辦公設施、電視及報章雜誌及世界各國出入境卡，供乘客候機時使用。目前貴賓室提供持有華航晶鑽卡、翡翠卡和金卡的乘客以及天合優享成員還有天合聯盟超級菁英會員及菁英會員使用。

### 飛行獎勵計劃
華信航空和母公司華航共同設有一飛行獎勵計畫——華夏哩程酬賓計畫（Dynasty Flyer），乘客可免費入會，將根據飛行里程和艙等來累積點數，以兌換免費機票、座艙升等、使用機場貴賓室，亦可用哩程數折抵超重行李費、空中精品部分消費金額及部分機票價錢等優惠。此獎勵計畫共分四等級：華夏卡、金卡、翡翠卡和晶鑽卡，另外搭乘中華航空及天合聯盟成員之航班也能累積飛行哩程。
母公司中华航空2013年扩大两岸布局，结盟中國大陸3家重量级航空公司中國南方航空、中國東方航空及廈門航空，2013年1月3日在台北正式宣布成立“大中华携手飞”计划。
原先搭乘國內線無法累積里程數，但自從2011年9月28日加入天合聯盟起，搭乘華信航空所服務的國內航線也可累計里程。

### 登機手續
2009年以前，搭乘華信航空的旅客若要在臺中清泉崗機場辦理登機手續時，得必須至航空公司櫃檯辦理，2009年12月，華信航空推出了「華信快速報到服務」的電子櫃台，設置在華信航空櫃檯旁，讓乘客自行辦理登機手續並印出登機證。目前該電子櫃台不只設於臺中清泉崗機場，也裝設在臺灣各國際機場，但不久後，會接著於臺灣以外國家之國際機場導入。中華航空和華信航空在台灣高速鐵路桃園站有開設旅客報到櫃檯，旅客可在直接在高鐵桃園站辦理登機手續並托運行李。除了在人工櫃檯辦理及機場自助設備還有登陸華信網站辦理登機外，現在也可使用發送手機簡訊辦理，機場自助設備在2009年12月1日起逐漸更換為採用通用自助服務（Common Use Self-Service, 「CUSS」）平台的NCR TouchPort自助值機亭。這種值機設備不僅提供為團體、散客辦理乘機手續的服務，更可進行航班信息查詢、里程補登、電子登機牌掃描以及里程查詢等多項延伸服務。網路辦理登記手續則全球皆可使用。

### 機上雜誌
《海東青雜誌》是華信航空的機上雜誌，以紙本方式放在每個座位，因節省資源及成本因素，目前也有以電子型錄的方式放在每個座位。內容以中、英、日文文章為機上旅客提供世界各地以及台灣的旅遊熱點及文化活動及機隊以及航線網及華航最新消息，《海東青雜誌》放在所有座位前的小口袋內以供旅客閱讀。此外，國際航班也提供免費的報紙和雜誌刊物，但可能會根據不同的路線而有不一樣的選擇。《華信航空免稅商品雜誌》是華信航空的機上免稅商品雜誌，以紙本方式放在每個座位，因節省資源及成本因素，目前也有以電子型錄的方式放在每個座位。內容以中、英、日文為機上旅客介紹華信航空免稅商品，大多都在供應完機上餐點之後才開始進行販售。有些航線較短，故販售時間也較短。有些時候遭遇較顛簸之氣流時，會停止免稅商品販售或不販售。

### 員工制服
華信航空目前空服人員及地勤人員的制服正式啟用於2015年9月1日，為華信歷史上的第四套制服。
2015年6月發佈由拼布戲服大師張叔平所設計之全新風格制服，因為採用華航集團制服中從未出現的衝突色及拼布設計引起網路贊成與反對的雙方論戰官方粉絲團對快閃活動之回應，同時有許多網友在其母公司華航官方粉絲團引發強烈批評，因為新制服設計與許多網友期盼有些許歧異。目前華信全體組員已經在2015年9月1日換新制服。女性空服員及地勤人員新制服包括夏裝、春秋裝、冬季大衣和圍裙多個款式，品種包括旗袍式上衣、襯衣、旗袍式背心、旗袍裙、旗袍式外套、旗袍式風衣等。制服採用三種拼布綜合色，其中，客艙經理及地勤督導為深灰配米白色，事務長則是新創立的空服員階級，制服為深咖啡配深藍色。空服員及地勤人員為淺灰配亮紅色。男性空服員及地勤人員新制服包括夏裝、春秋裝、冬季大衣、背心和領帶多個款式，品種包括襯衫、背心、領帶、西裝褲、西裝外套、西裝式風衣等。其中，客艙經理及地勤督導的西裝為深藍配淺咖啡色，事務長則是新創立的空服員階級，西裝為淺咖啡配黑色。空服員及地勤人員的西裝則是黑配亮藍色。目前的制服取代了中華航空上一代的絲絨紫、紫雲灰及山梅紅系旗袍（女性空服員及地勤人員）以及絲絨紫、紫雲灰領帶（男性空服員及地勤人員）。

## 航線
以航網擴充來說，華信航空有不少成功的例子，包括長灘島、宿霧、仰光、清邁、永珍、胡志明，不過現階段東南亞航線有許多廉價航空進駐，加上對手如立榮航空、長榮航空及星宇航空也換機隊開始經營這些區域航點，競爭更多了。
華信航空自2016年12月1日接收已經停止營運的復興航空所獨自飛航的台北─花蓮及台中─花蓮航線，以定期包機模式營運至2017年2月15日春運結束。2017年2月16日起接手台中─花蓮航線，台北─花蓮航線則轉交給立榮航空。
華信航空自2017年11月24日接收旗下第一架ATR72-600，此一機型逐步引進後將成為國內航線主力。原有機型E190AR則逐步轉為執飛區域國際及兩岸航線。

### 代碼共享
華信航空與以下航空公司簽訂代碼共享協議：
- 中華航空
- 中國東方航空
- 中國南方航空
- 廈門航空

### 國內航線
- 目前所有離島航線以及花東航線，均使用ATR72-600型客機執飛，也藉由華航集團機隊資源整合，向台灣虎航租用180人座的A320，以及華航158人座的B737-800，在旅遊旺季及年節重要時段增加班次數或放大機型，提供民眾充分的班次數及總座位數。

| 城市     | 機場           | 目的地                     |
| -------- | -------------- | -------------------------- |
| 台北松山 | 台北松山機場   | 台東、澎湖、金門、馬祖南竿 |
| 高雄     | 高雄小港機場   | 花蓮、澎湖、金門、馬祖南竿 |
| 台中     | 台中清泉崗機場 | 花蓮、澎湖、金門           |
| 花蓮     | 花蓮機場       | 高雄、台中                 |
| 台東     | 台東機場       | 台北松山                   |
| 金門     | 金門機場       | 台北松山、台中、高雄       |
| 澎湖     | 澎湖機場       | 台北松山、台中、高雄       |
| 連江     | 馬祖南竿機場   | 台北─松山、高雄            |

### 國際及兩岸航線
由於E190已於2021年全數退役，所有國際及兩岸航線均由中華航空提供服務，但部分航班則保留華信航空「AE」之班號。

### 元旦曙光包機
自2015年起，華信航空與旅行社合作首創『曙光包機』，帶旅客於元旦上午6點由台北松山機場起飛行到花東外海高空欣賞元旦的第一道日出，觀賞完日出後於飛機於上午７點降落台東機場，之後搭配旅行社推出的台東套裝行程與住宿。由於活動大獲好評，之後許多航空公司與旅行社都有推出類似的『曙光包機』行程。
- 2015年1月1日：2015第一道曙光包機。班號為AE2015，由E190(B-16825)飛航。2015 第一道曙光 華航集團與旅客一起「羊」梅吐氣華信航空東海岸迎日出 （页面存档备份，存于）
- 2016年1月1日：幸福曙光專機。班號為AE2016，由E190(B-16821)飛航。華信2016曙光班機 12/10開賣機票 （页面存档备份，存于）
- 2017年1月1日：2017第一道曙光包機。班號為AE2017，由E190(B-16822)飛航。2017華信航空曙光專機 （页面存档备份，存于）
- 2020年12月31日-2021年1月1日：烏托邦曙光愛心專機。本次活動與KKday合作，除曙光包機行程外更結合AMie UTOPIA EAST台東跨年演唱會推出兩天一夜的行程。2020年12月31日下午5:50台北松山機場起飛到台東機場，由E190(B-16823)飛航，班號為AE2020。2021年1月1日上午6點台東機場起飛到台北松山機場，由E190(B-16823)飛航，班號為AE2021。20/21 aMEI UTOPIA EAST‧華信航空烏托邦曙光愛心專機 （页面存档备份，存于）

2018年元旦-2020年元旦與2022年，華信航空並未推出曙光包機行程。

## 機隊

### 現役機隊
截至2025年5月，華信航空機隊平均機齡約為5.7年。各機種詳細資料如下：

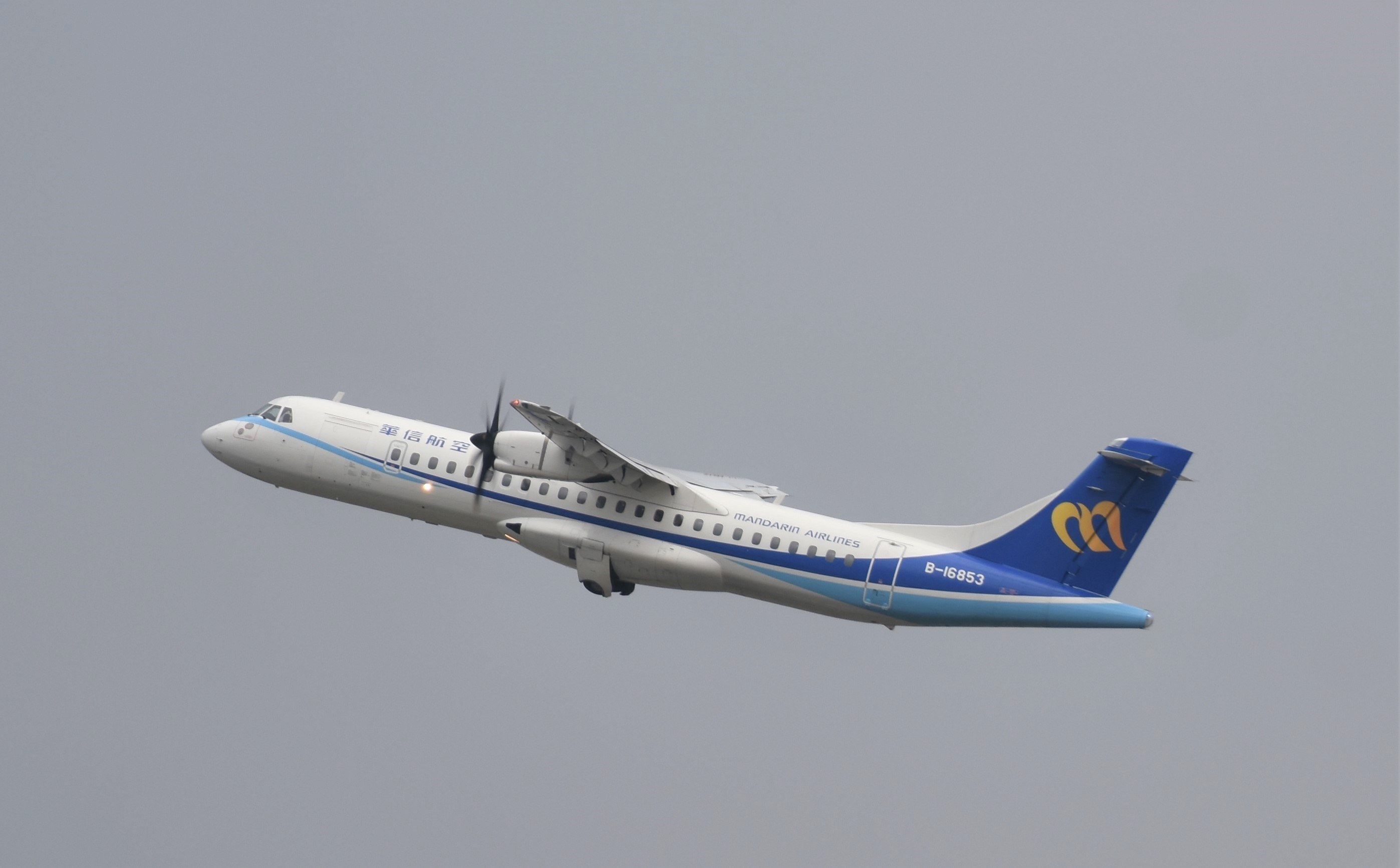
ATR 72-600

華信於2017年11月引進短程航線經濟性較佳的ATR 72-600，以用於載客數較少但需高密度班次的國內線。2017年6月30日，由母公司中華航空代為宣布向ATR購買6架ATR72-600，總金額美金1億2千萬元。另外又向飛機租賃公司（Avation PLC）租賃3架全新引進的同款客機，交機期間為2017年11月至2020年。華信的首3架ATR72-600已先後於2017年11月、同年12月，以及2018年1月2日飛抵台北松山機場並交付。

### 退役機隊

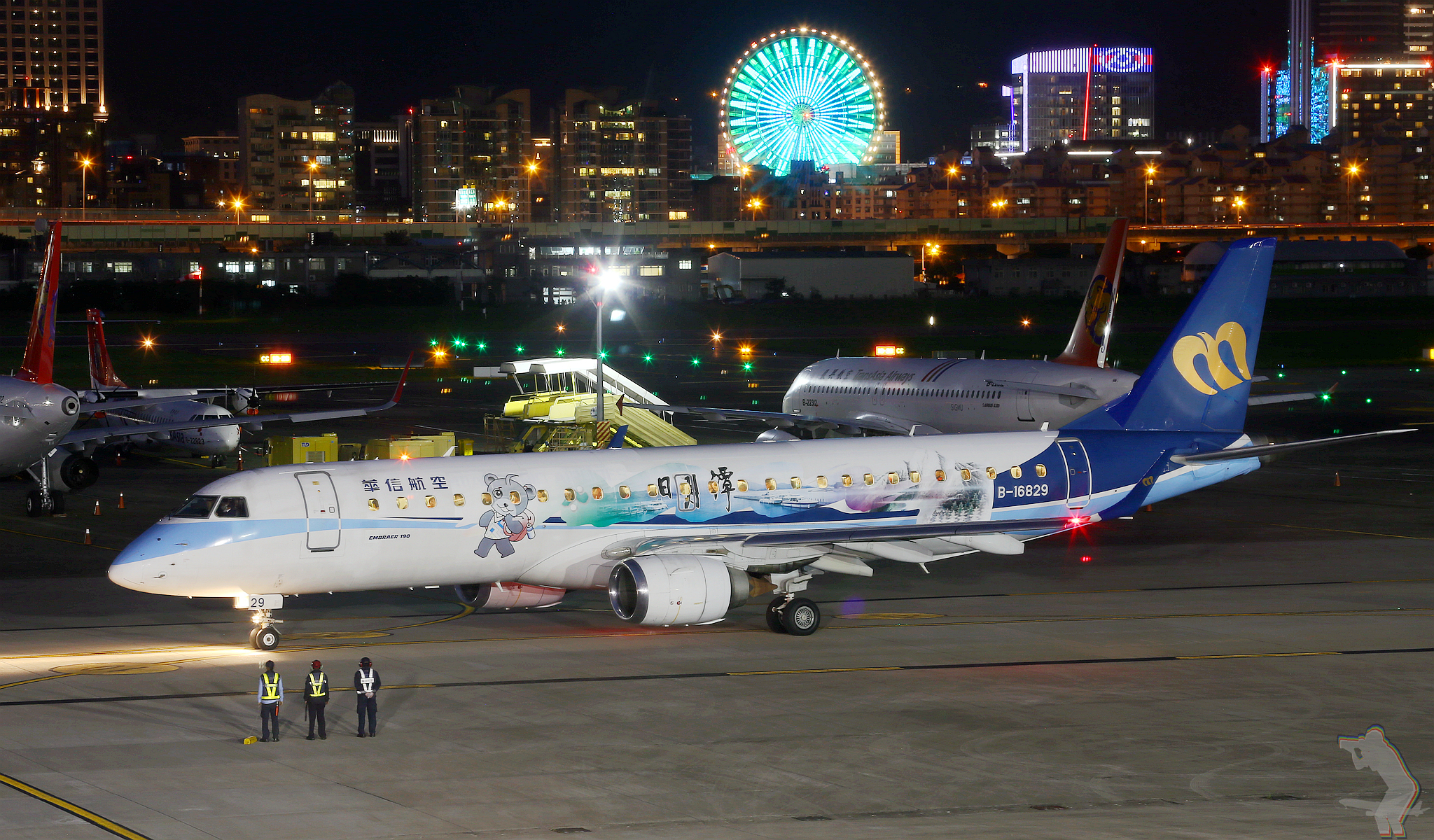
Embraer-190AR 舊塗裝 日月潭彩繪機

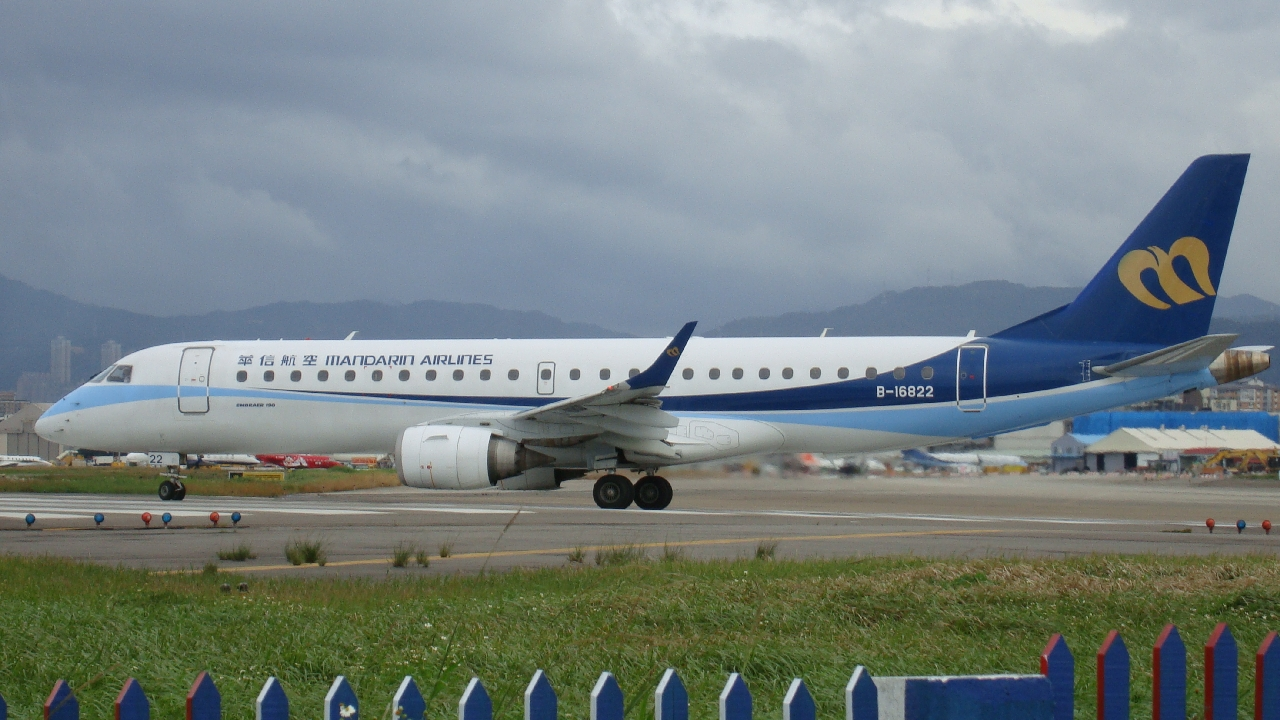
已除役華信Embraer-190AR客機

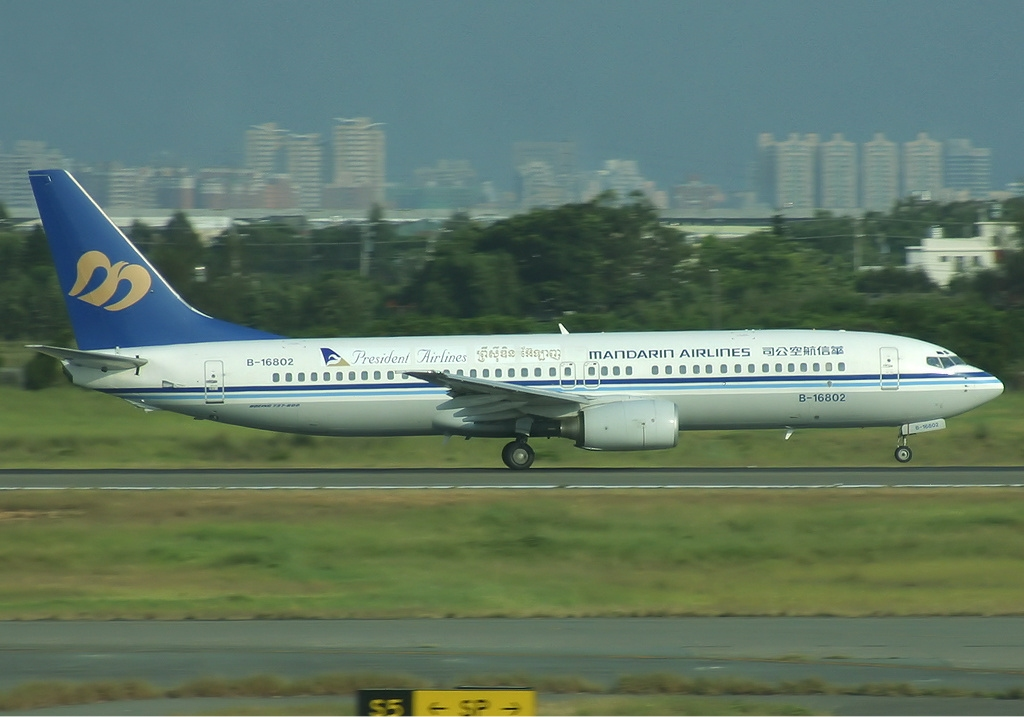
已除役737-800客機
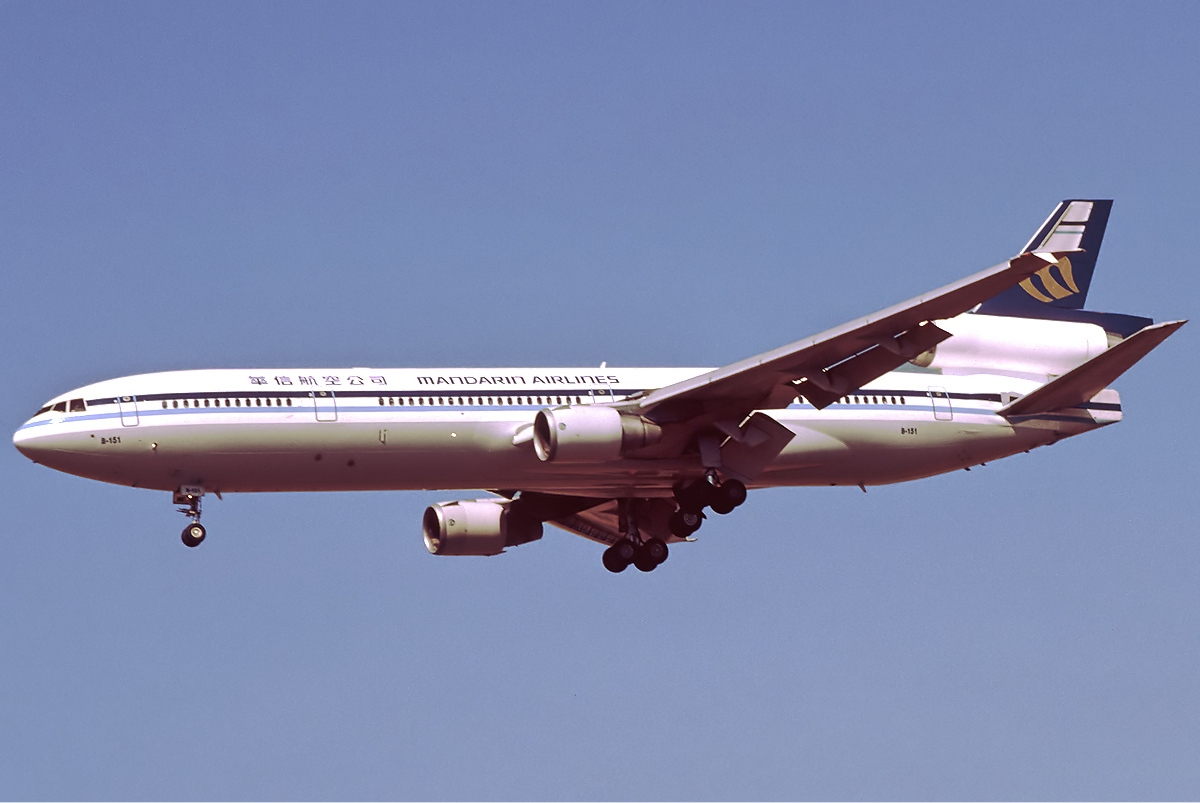
MD-11型客機
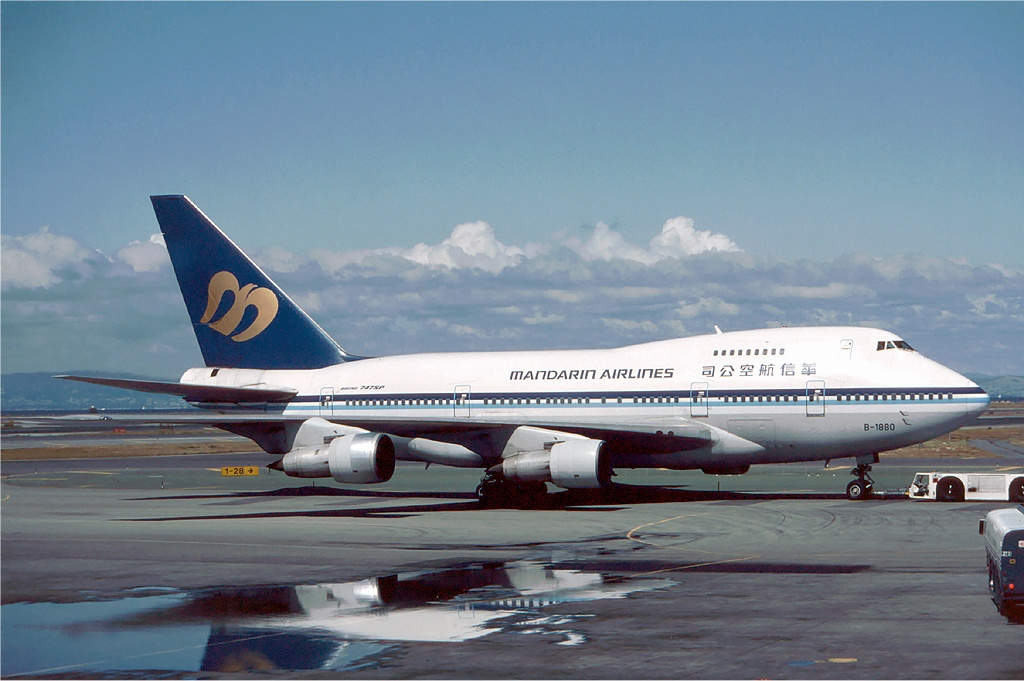
747SP客機
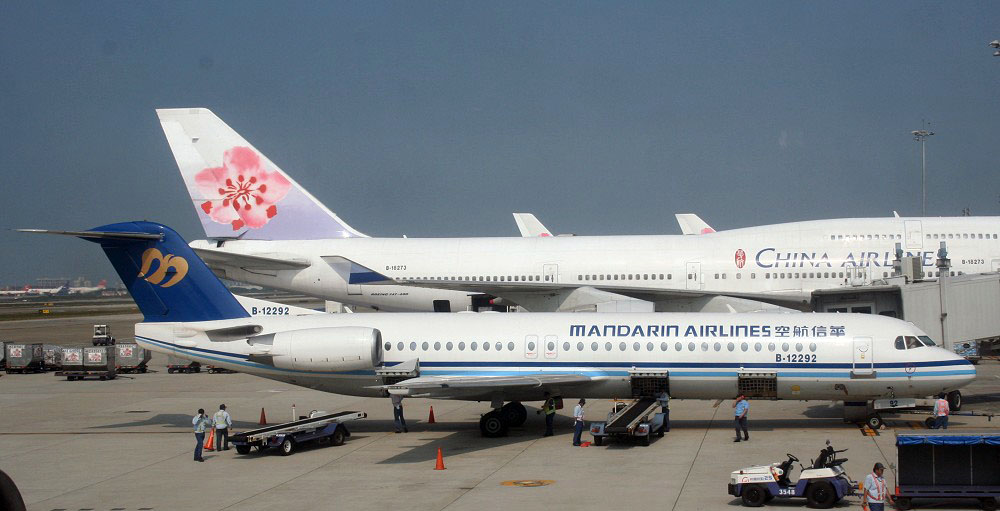
福克100客機停靠在台灣桃園國際機場（後方為華航波音747-400客機）
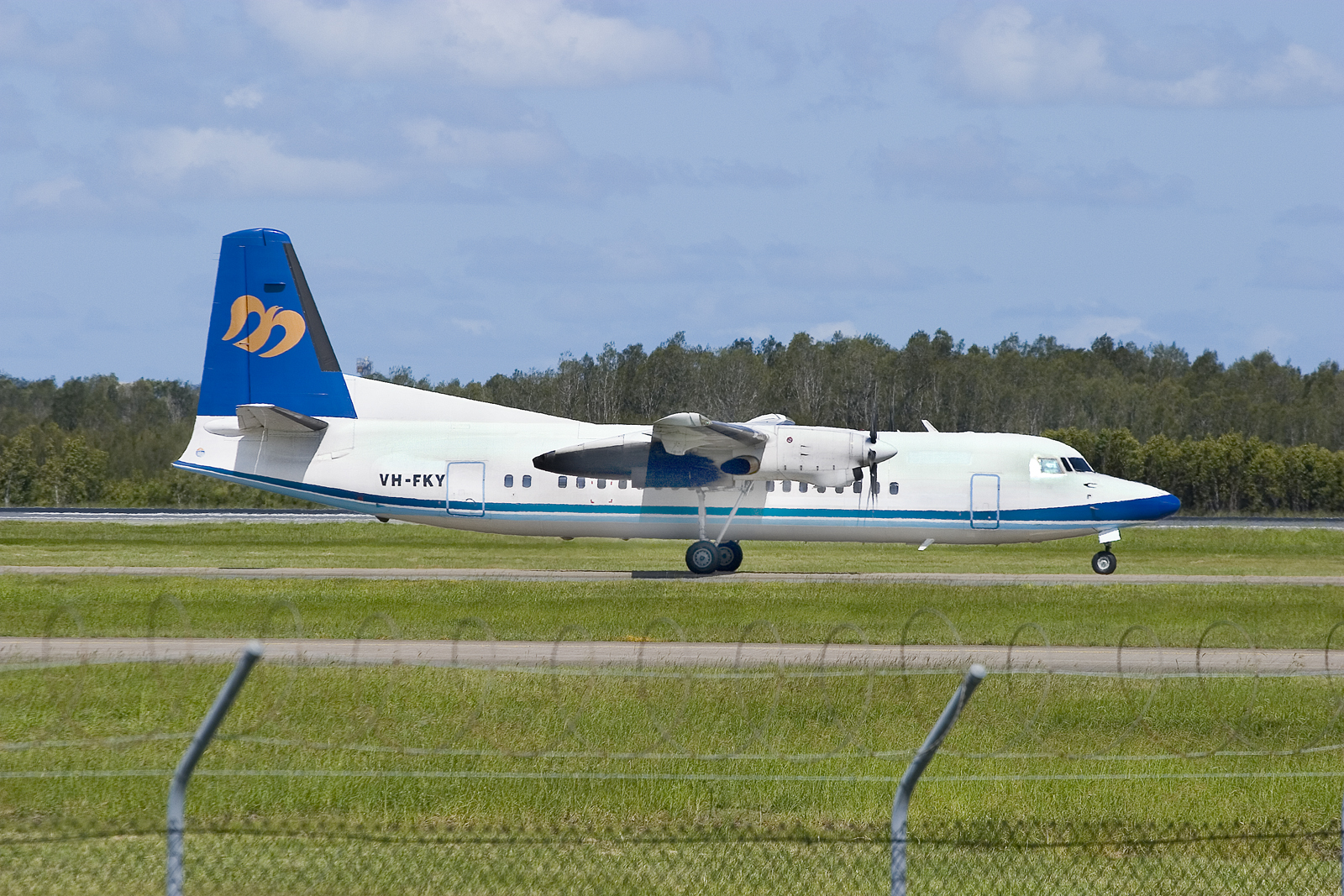
福克50型客機

- 註1：波音737-800（無翼端帆）：早年華信租賃，後歸還（B-16802、B-16803、B-16805、B-18601、B-18602）。
- 註2：波音747SP：原華航飛機（B-1862 → B-18252、B-1880 → B-18253），後因華航無法飛航固定航線，因此漆上華信塗裝，現在已經退役。
- 註3：波音747-400：原為華航以華信名義購買的一架註冊編號為B-16801的客機，該飛機亦為華信航空的第一架飛機，後轉入華航並改編號為B-18251。
- 註4：空中巴士A340-300：原華航租賃飛機（B-18851），現在已經退租，該機現為卡達皇室（Qatar Amiri Flight）行政專機A7-AAH。
- 註5：麥道MD-11：原華航飛機，後因華航無法飛航固定航線，因此漆上華信塗裝，現在已經退役並轉給聯邦快遞。原B-151已經改編號為B-18172並歸還華航，後來有B-152 → B-18151、B-153 → B-18152[17]；而B-150於華信航空交付給中華航空不久後在香港國際機場發生中華航空642號班機空難，因降落失敗翻覆墜毀。
- 註6：福克50：原國華航空飛機，和華信合併後漆上華信塗裝，現在已經退役。
- 註7：福克100：原國華航空飛機（B-12291、12292），和華信合併後漆上華信塗裝；而B-12293、12295、12296、12297購自其他航空。現在已經退役，由E190AR取代。
- 註8：多尼爾228：原國華航空飛機，自2005年開始轉售由德安航空操作[18]。
- 註9：紳寶340：註冊編號為B-12265，原國華飛機，但華信接收後並未漆上華信塗裝，並於隔年售出。
- 註10：波音737-800（有翼端帆）：2015年向母公司華航租貸一架B-18659，主要飛行台中─胡志明與香港等高載客量航線，不定期支援其他國際與國內航線，曾為配合台中花博宣傳推出「花現台中」彩繪機，已於2019年歸還華航。
- 註11：E190AR：華信是臺灣唯一使用E190AR系列客機的航空公司，2007年引進八架來取代繼承自國華航空的福克50及福克100，其中兩架（B-16825與B-16826）於2016年退租，最後一架E190客機已於2023年2月9日飛離臺灣，目前所有E190客機已被租賃公司收回[19]。

## 事故
- 2005年6月2日：華信航空AE291班機，福克50（B-12273）由松山機場起飛至恆春機場，但因恆春天候不佳，轉降高雄，在降落期間2D座位的窗戶破裂，原因是除冰器斷裂。[20]
- 2006年12月26日：華信航空AE1261號班機，福克100機型（B-12297），由台北飛往金門。在金門機場正常降落後，發現前起落架一個機輪掉落，後來該機輪在松山機場的跑道旁被發現，所幸無人傷亡。[21]
- 2012年8月17日：華信航空AE369號班機Embraer E190 型機 ，由台北松山機場起飛前往澎湖機場，在澎湖機場跑道著陸時，飛機偏離跑道到左側草地，導致鼻輪起落架折斷、機身蒙皮受損，所幸全機110名乘客及機組員都平安。[22]
- 2018年8月22日：一架ATR72-600型客機（機身編號：B-16852），執行AE788班次由澎湖起飛前往台中，22日晚間19:27（UTC+8）左右由36跑道進場，因副駕駛執行降落時較偏跑道中心線左側，落地瞬間又遭遇側風級強降雨影響致使偏離跑道，機腹擦撞跑道邊燈，後經正駕駛緊急處置回到跑道中線上。此一飛航事故造成臺中清泉崗機場被迫關閉至隔日（23）上午，多班班機因此轉降或取消。航機蒙皮因擦撞跑道邊燈多處受損但全機70名乘客及4名機組員皆平安。[23]。

## 外部連結
- 華信航空 （页面存档备份，存于）（繁體中文）（简体中文）（英文）
- 華信航空的Facebook專頁
- YouTube上的華信航空官方頻道